# Skašov
Skašov (en allemand : Skaschow) est une commune du district de Plzeň-Sud, dans la région de Plzeň, en République tchèque. Sa population s'élevait à 201 habitants en 2022.

## Géographie
Skašov se trouve à 10 km au sud-est de Přeštice, à 26 km au sud-sud-est de Plzeň et à 96 km au sud-ouest de Prague.
La commune est limitée par Horšice au nord, par Letiny et Žinkovy à l'est, par Měčín au sud, et par Týniště à l'ouest.

## Histoire
La première mention écrite de la localité date de 1326.

## Galerie

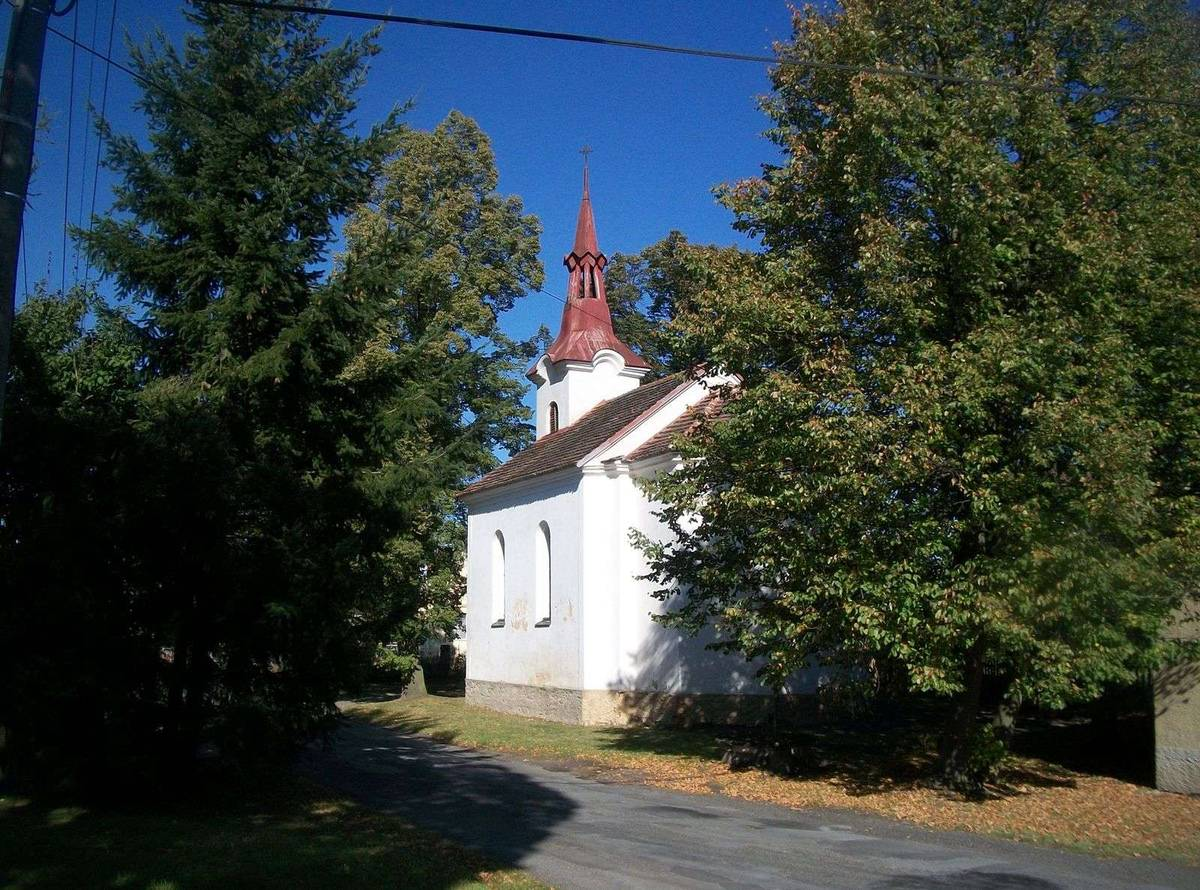
Chapelle à Skašov.
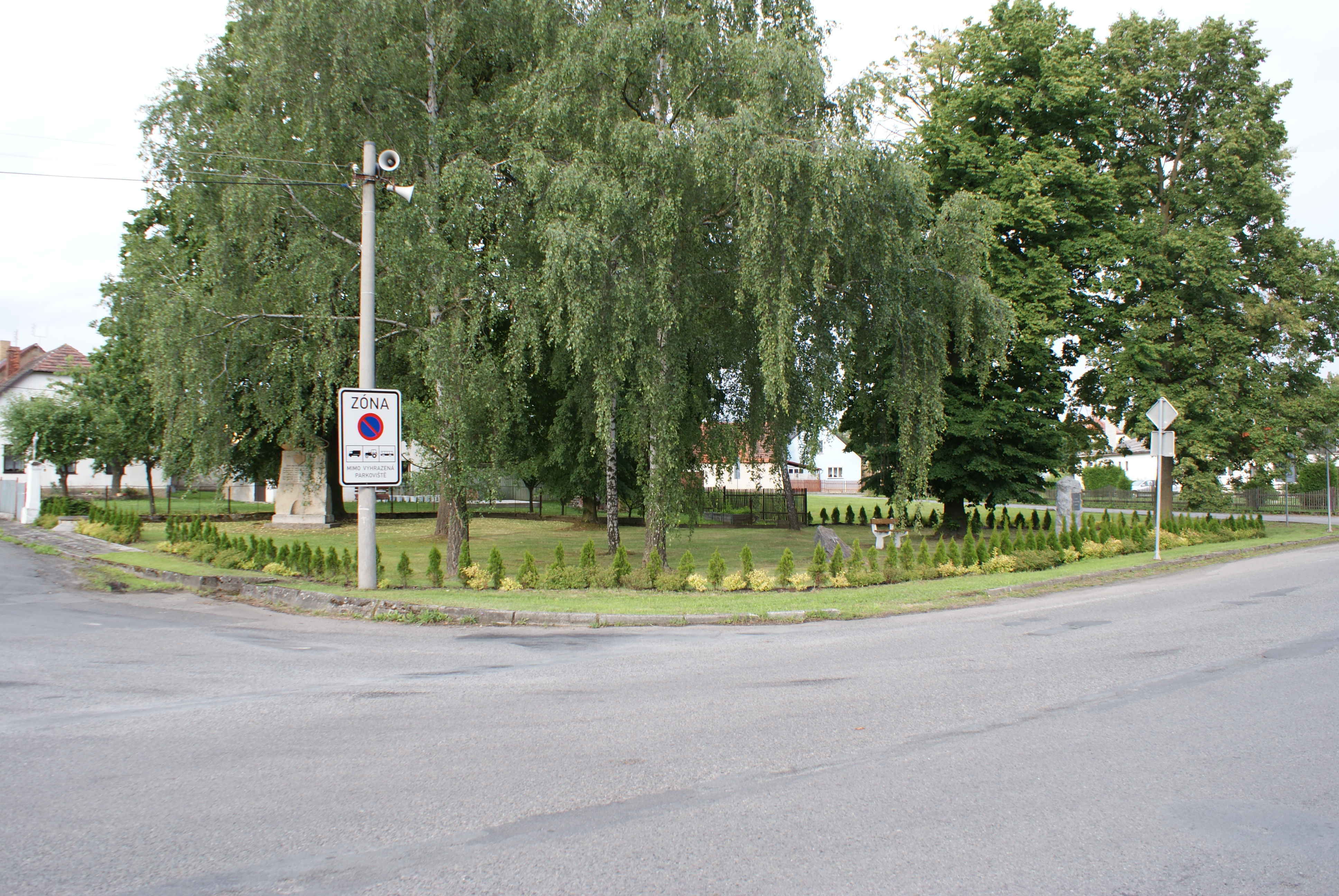
Parc à Skašov.

## Transports
Par la route, Skašov se trouve à 14 km de Přeštice, à 35 km de Plzeň et à 118 km de Prague.